# Туше (боротьба)

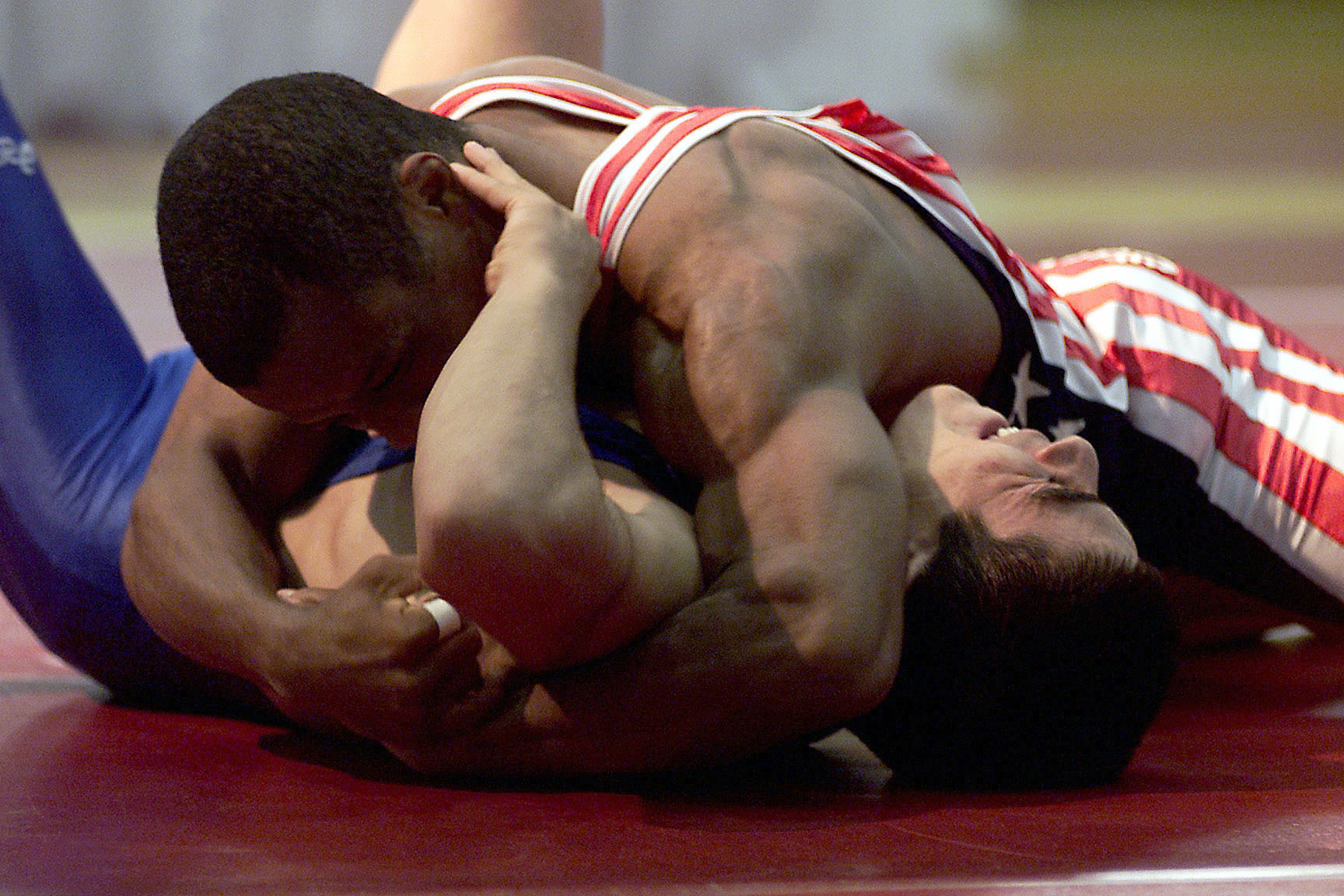

Туше (фр. touché від toucher — торкатися) — положення борця, коли він торкається килима обома лопатками, і супротивник утримує його впродовж певного часу. Борцю в такому разі негайно зараховують поразку, а його супротивнику — перемогу, яку називають чистою. Туше це аналог нокауту в боксі.
Синонім туше це фраза «покласти на лопатки».
Час, потрібний для фіксації туше у вільній або греко-римській боротьбі зазвичай складає одну-дві секунди. Рішення приймає суддя на килимі, переконавшись, що супротивник контролює ситуацію. У дзюдо також можна здобути перемогу утриманням, але для цього потрібно тримати супротивника на татамі 30 секунд.

## Виноски
1. ↑  Міжнародна федерація об'єднаних видів боротьби (FILA) (1 грудня 2006). International Wrestling Rules: Greco-Roman Wrestling, Freestyle Wrestling, Women's Wrestling (PDF). p. 41 якщо лопатки торкаються землі, присуджують перемогу. FILA. Архів оригіналу (PDF) за 11 червня 2016. Процитовано 28 жовтня 2008.